# 教仁法親王

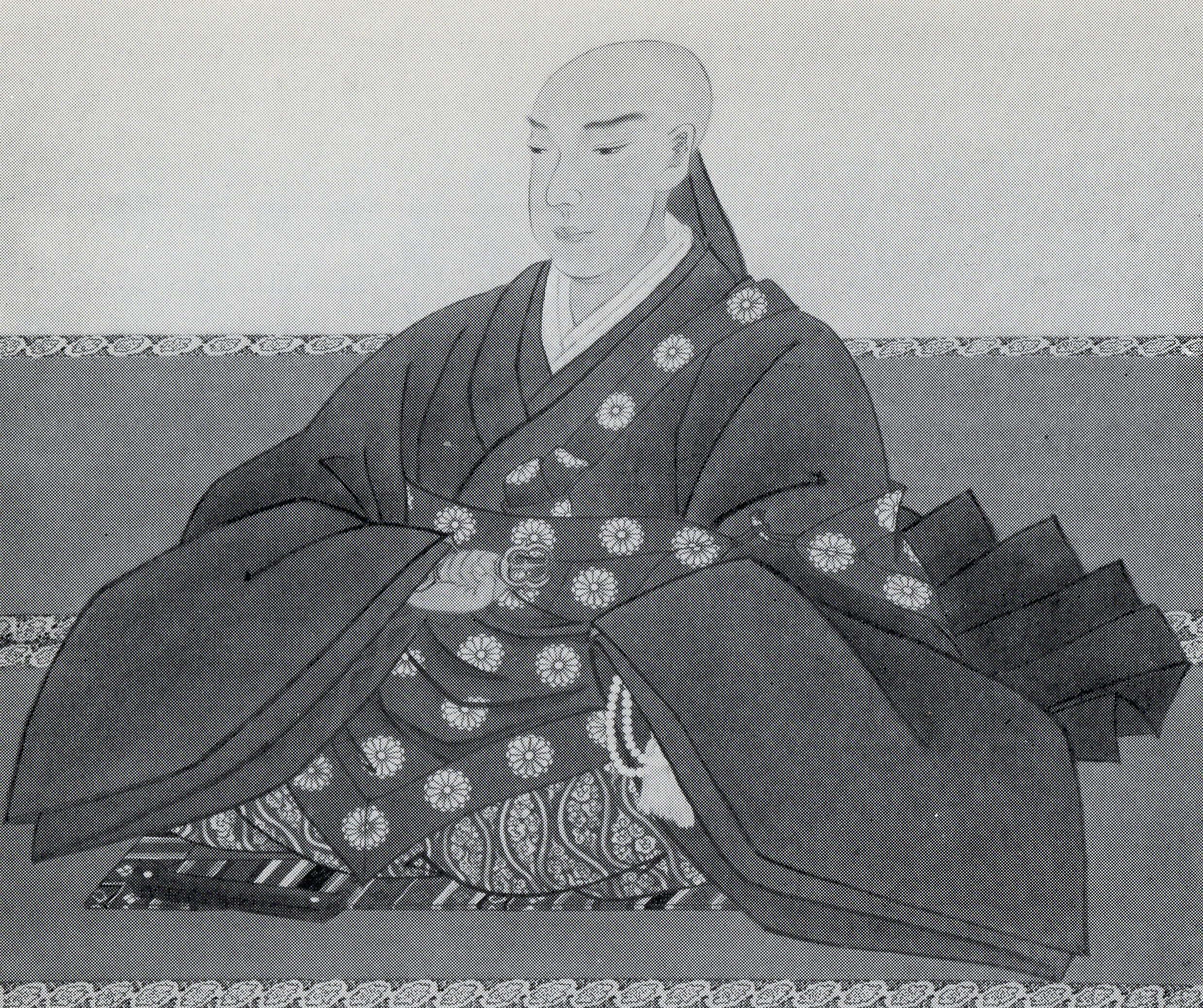
教仁法親王

教仁法親王（きょうじんほうしんのう、1819年6月19日〈文政2年4月27日〉 - 1851年7月7日〈嘉永4年6月9日〉）は、江戸時代後期の法親王。閑院宮孝仁親王の第3王子、母は鷹司吉子。閑院宮の継嗣は愛仁親王であり、継嗣ではないので当時の慣例に従い出家した。また、光格天皇の猶子となったこともあった。
幼名は健宮。諱は弘保。文政13年（1830年）、親王宣下を受け、親王となる。天保12年（1841年）に天台座主に任命された。嘉永4年（1851年）6月9日、33歳で薨去。

## 日記
妙法院に天保9年（1838年）〜嘉永4年（1851年）までの間の日記を遺しており、うち天保9年と嘉永4年を除くとほぼ1年を通じて記載がある。『妙法院史料』第7巻に所収。